# 滅日
滅日（めつにち）は、太陰太陽暦における暦注の1つ。滅と略する場合もある。

## 概要
理想上の1か月＝30日（1年＝12か月＝24節気＝360日）と、暦法上の1朔望月（宣明暦では29日+4457/8400（約29.53日））との間で発生する不足分の差（朔虚分）を累積させて、1日分に達する日を滅日とする（実際上の計算では、1か月に生じる差である3943/8400日（約0.47日）を29日+4457/8400（約29.53日）にて割って、その商を1日ごとに累積させてゆくことになる）。なお、没日を十二支によって撰日するという誤った撰日法の解説が存在するが、実際には細かい暦算を行う以外に撰日法は存在していない（電卓も算盤も存在しなかった近世より以前の日本では割り算自体が高度な技術であり、実際には全て算木と引き算によって算出されていた可能性がある）。
約62.91日周期、すなわち62日か63日に1度到来することになり、この日は没日とともに陰陽が不足しており何事にも大凶であると考えられ、政務や仏事をはじめ、爪切りや沐浴に至るまで多くの行事を行うことが避けられた。また、○月×日から□日間などといったある時点からの日数計算において決定される行事や暦注の算出の場合には計算から除外された（例えば、1月1日から10日間を数える場合、途中に滅日が含まれればこれを数えず、1月10日ではなく11日までとされる）。なお、陰陽道に由来する暦注の1つである滅門日も略して「滅日」と称するために、本項の滅日と同一のものとする誤解が存在するが、両者は全く無関係である。また、滅日そのものは「1年＝12か月＝24節気＝360日（1か月＝30日）」の調和された姿であってほしいという人々の暦に対する理想と「1年＝12もしくは13か月＝365日余り」と言う現実の暦とのギャップの解消もしくは納得させるために導入された概念であって、実際の天体現象とは全く無関係なものである。
江戸時代の貞享暦改暦の際に暦注から除かれて、以後用いられなくなった。